# ドンレミ＝ラ＝ピュセル
ドンレミ＝ラ＝ピュセル （Domrémy-la-Pucelle）は、フランス、グラン・テスト地域圏、ヴォージュ県の小さなコミューン。ムーズ川谷にある。ジャンヌ・ダルクの生誕地である。昔はドンレミと呼ばれていた。

## 概要
15世紀、ドンレミ村はシャンパーニュ伯勢力と王党派とに二分されていた。ジャンヌ・ダルクの勝利に対する褒美として、フランス王シャルル7世は村からの税免除を行った。1578年、ジャンヌの別称である『オルレアンの乙女』（la Pucelle d'Orléans）にちなみ、コミューンはドンレミ＝ラ＝ピュセルと改名した。
- ボワ＝シュヌ教会 - 19世紀。ジャンヌ・ダルクに献堂された。
- ジャンヌ・ダルクの生家 - ジャンヌは、農家であり村の名士の娘だったため、他の農民よりも大きな家に住んでいた。[1]フランスの歴史的建造物に指定されている。

- サン＝レミ教会

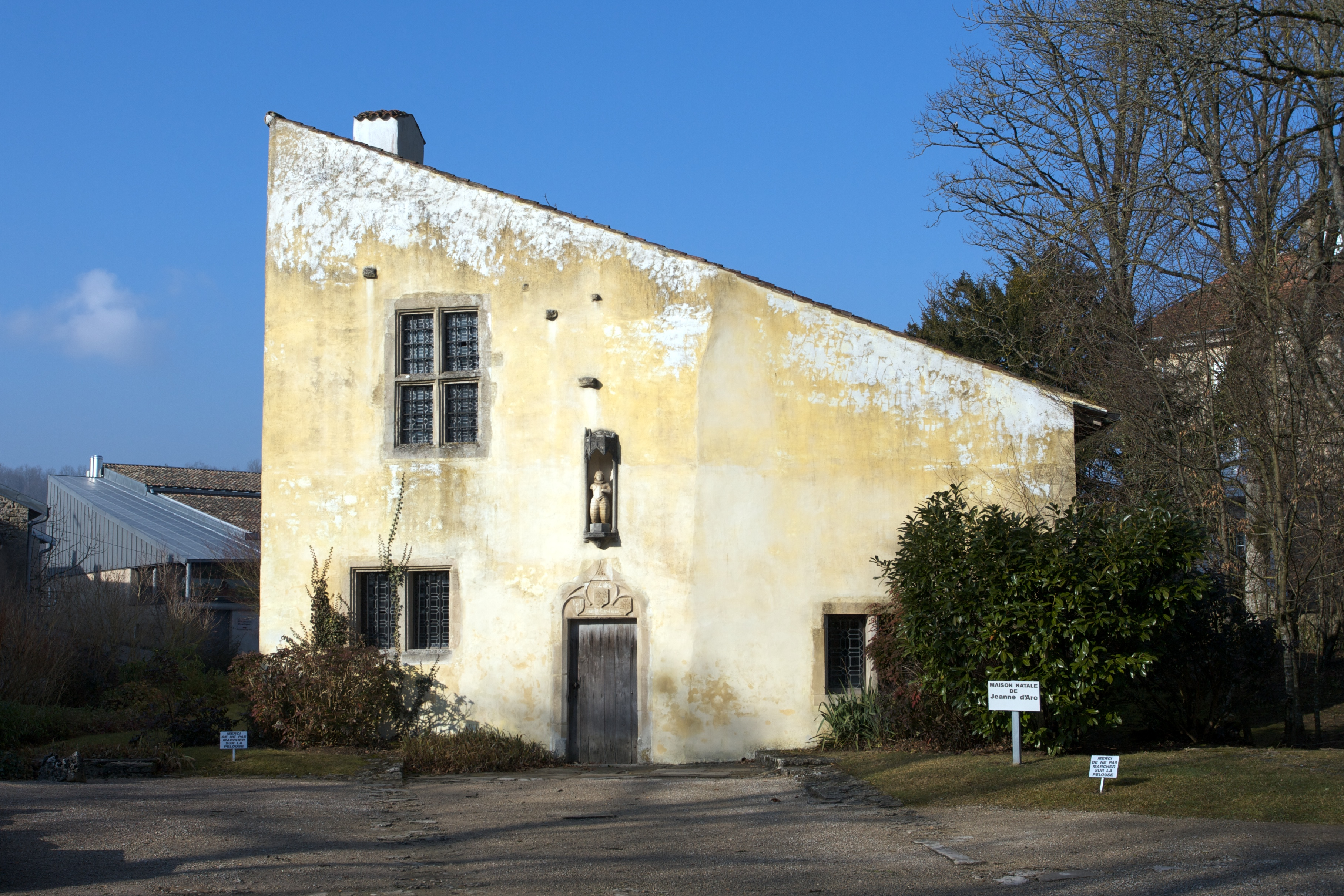
ジャンヌ・ダルク生家
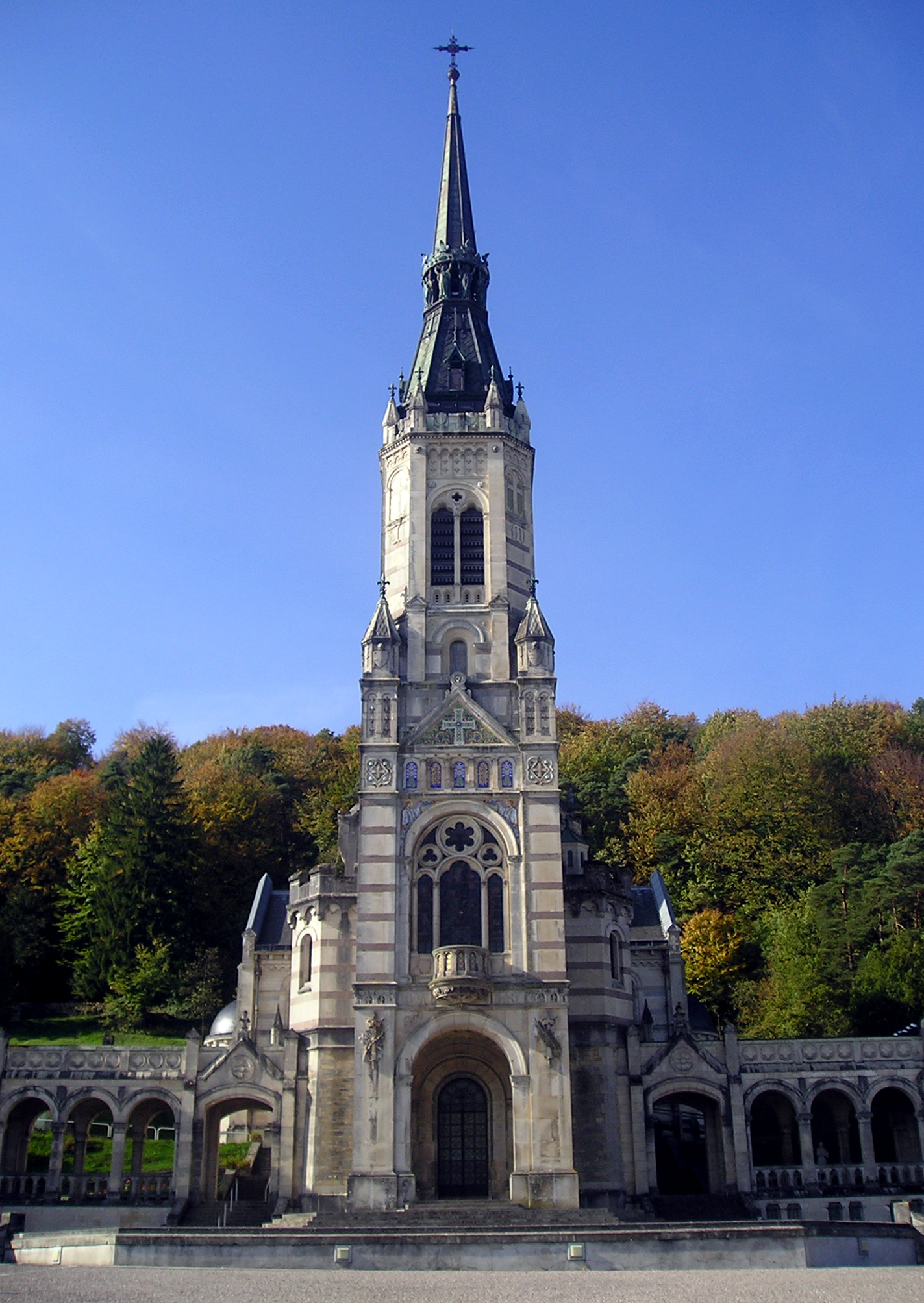
ボワ＝シュヌ教会
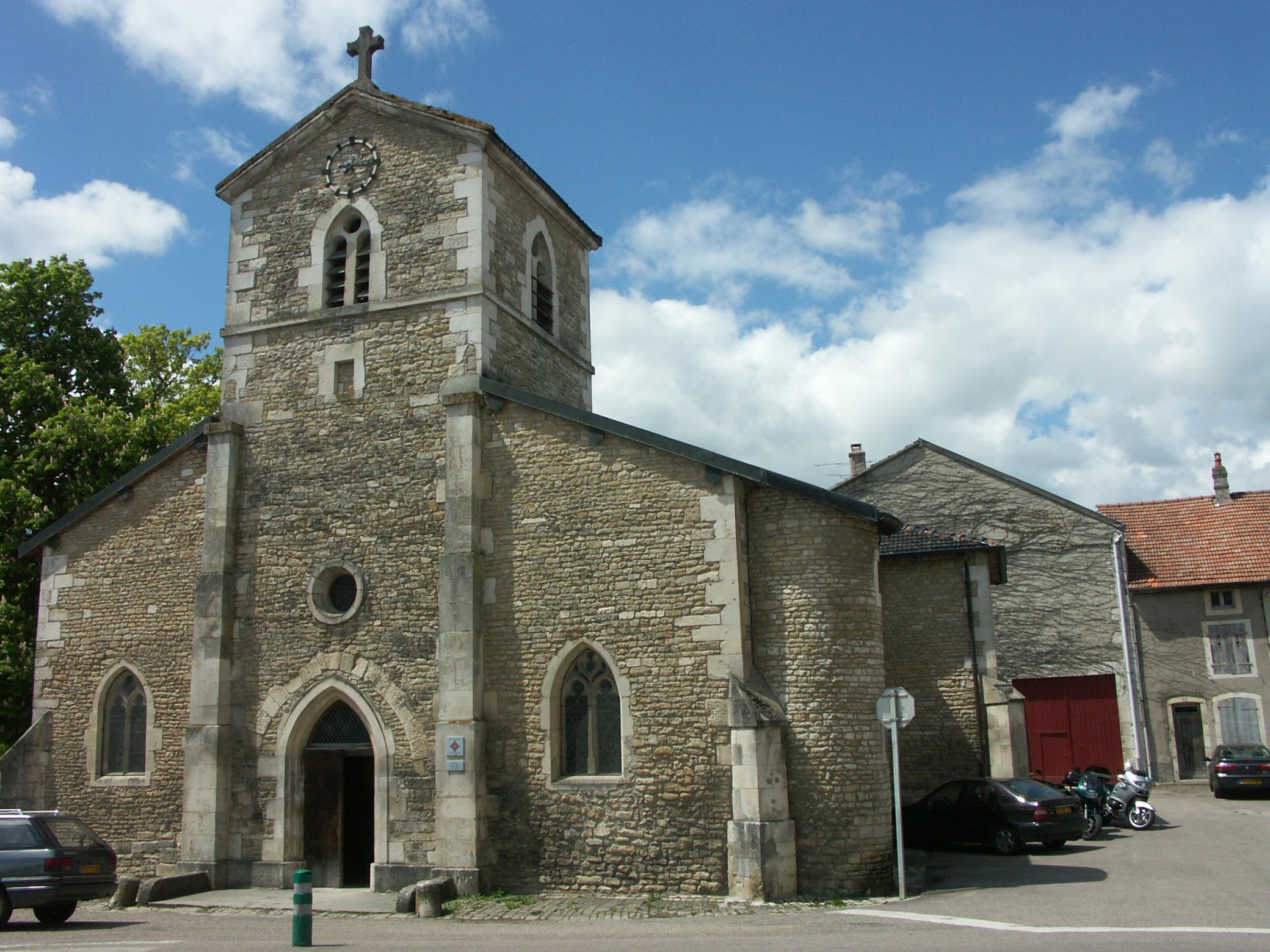
サン＝レミ教会